# Aliciella heterostyla
Aliciella heterostyla är en blågullsväxtart som först beskrevs av S. Cochrane och A. G. Day, och fick sitt nu gällande namn av J. M. Porter. Aliciella heterostyla ingår i släktet Aliciella och familjen blågullsväxter. Inga underarter finns listade i Catalogue of Life.